# Дриззт До’Урден
Дриззт До’Урден (Drizzt Do’Urden) — тёмный эльф (дроу), следопыт и воин, главный персонаж книг Роберта Сальваторе и компьютерных ролевых игр по вселенной Forgotten Realms. В русском переводе издательства «Максима» героя называют Дзирт, так как издатели сочли, что Дриззт звучит неблагозвучно в русском языке.
Дриззт До’Урден впервые появился в первой же книге Сальваторе, став одним из главных героев трилогии «Долина Ледяного Ветра». Позднее об этом персонаже был написан многотомный цикл, включая трилогию-приквел о его юности.

## Создание персонажа
Дриззт был придуман для первой книги Роберта, «Осколок Кристалла» (1988). По первоначальному плану, главным героем книги должен был стать варвар Вульфгар, однако редактор TSR Мэри Кирхофф потребовала от Сальваторе придумать ему необычного спутника. Застигнутый врасплох, Сальваторе прямо в кабинете редактора придумал имя — Drizzt, и общие черты — дроу-следопыт. В дальнейшем, Роберт отточил образ Дриззта, придав ему некоторые черты своего любимого киногероя — Зорро.
Дриззт — любимый персонаж Сальваторе и его читателей, и часто возглавляет рейтинги и опросы, посвящённые персонажам Forgotten Realms, и фэнтези в целом — так, журнал «Мир Фантастики» поместил тёмного эльфа на второе место среди главных героев фэнтези за всю историю, сразу после Фродо Бэггинса. По словам Роберта, Дриззт во многом является воплощением того, каким он сам хотел бы быть. Если бы по книгам о тёмном эльфе снимали фильм, он хотел бы видеть в главной роли Антонио Бандераса или Орландо Блума.

## Личность и внешность
Дриззт — изгнанник своего жестокого и подлого народа, живущего глубоко под землёй. Отказавшись от кровавого культа паучьей богини Ллос, он ушёл на Поверхность, где странствовал в поисках нового дома. Люди, привыкшие ненавидеть тёмных эльфов, подвергали его гонениям — даже когда он спасал их самих от смерти. Лишь те немногие, кто стал его другом, обнаруживали, что эльф полон благородных принципов и милосердия. Дриззт — следопыт и поклоняется Миликки, богине природы.
Внешность Дриззта До’Урдена в книгах описана лишь приблизительно, и большинство читателей составляют мнение о его внешности по иллюстрациям. Известно, что у него «лиловый» цвет глаз. Дриззт имеет средний рост, худощавое телосложение, развитую мускулатуру, длинные волосы и темную кожу.
Первым рисунком Дриззта, и первым рисунком тёмного эльфа вообще, является обложка Ларри Элмора к книге «The Crystal Shard», 1988 года. Традиций изображения дроу тогда ещё не сложилось, и эльф выглядит скорее смуглым, чем «тёмным».
Широко известными являются изображения Дриззта, созданные Джеффом Изли для изданий 90-х годов. Учитывая возраст следопыта (70-80 лет, что, впрочем, далеко не старость для эльфа) Изли изобразил его эльфом средних лет с острыми чертами лица и огромной гривой волос.
Наиболее «классическими» среди поклонников серии считаются рисунки Тодда Локвуда для поздних изданий. Тодд придал эльфу черты красивого молодого мужчины с темно-лиловой кожей, одетого в зелёный плащ и кожаные доспехи.
Часть книг в России издавалась с обложками Антона Ломаева.

## Гвенвивар
Гвенвивар (англ. Guenhwyvar) — волшебная пантера, спутница Дриззта. Создатель образа позднее назвал одну из своих кошек именем этой пантеры.
Имя «Гвенвивар» — это валлийская версия имени Гвиневра, королевы, жены Короля Артура. В контексте мира Forgotten Realms, слово Гвенвивар на языке высших эльфов означает «тень».

### История
Изначально Гвенвивар была не магическим существом, а живой огромной пантерой. Её словил маг по имени Андерс Бельтгарден. Он должен был провести некий магический ритуал, в котором кошка будет убита в момент его приготовления и тогда энергия её жизни вольётся в изящную статуэтку. Статуэтка была специально для этого изготовлена одним из лучших гномьих ювелиров.
Однако маг не смог убить пантеру и она вырвалась из его плена. Как оказалось пантера вовсе не убежала от опасности, а помчалась на помощь в драке с великанами другу мага Джозидаю Стариму, с которым у них возникла связь ранее при встрече в башне мага.
Пантера сильно пострадала в драке и была при смерти. Единственным вариантом её спасения было заключение пантеры в статуэтку.
В итоге Гвенвивар получила своё имя от Джозидая, что с эльфийского переводится как «тень» и стала магическим существом, которое живёт
на астральном уровне и приходит по зову хозяина. Хозяином огромной кошки стал никто иной как Джозидай Старим.
В Мензоберранзане Гвенвивар служила магу Мазою, представителю Дома Ган’этт, учащемуся в Академии Мензоберранзана. Она попала в руки Дриззта после того, когда тот убегал от своих кровожадных сородичей-дроу, при этом по пути он встретил Мазоя который вызвал Гвенвивар, однако пантера отказалась причинять вред Дриззту, так как она сдружилась с ним во время его обучения в Академии. Вместо этого, она перешла на сторону Дриззта и атаковала Мазоя. Таким образом Гвенвивар стала спутницей дроу-отступника.

### Описание
Гвенвивар — это магическая чёрная пантера, вызываемая из Астрального Плана с помощью ониксовой статуэтки. В материальном плане Гвенвивар достигает трёх метров в длину, имеет огромные мышцы и кошачью грацию. У неё доброе сердце, благодаря которому сопротивлялась Мазою, как могла, даже находясь под властью статуэтки.
- Раса: Животное пантера, самка.
- Мировоззрение: Истинно-нейтральное
- Hit Dice: 6d8+12
- AC 15 (касание 14, застигнутый врасплох 11)
- Атака: Атака +8 рукопашная (1d6+3, укус), +6 рукопашная (1dЗ+1, 2 когтя);
- Специальные атаки: Наскок, Улучшенный Захват, Царапание 1d3+1
- Основные характеристики: Сила 16, Ловкость 19, Телосложение 15, Интеллект 6, Мудрость 12, Харизма 8.
- Спасброски: Стойкость +7, Рефлексы +9, Воля +5 .
- Навыки и умения: Баланс +12, Подъём +11, Скрытность +9 *, Слушание +6, Бесшумное Движение +12, Обнаружение +6; Мультиатака, Ловкость с оружием (укус), Ловкость с оружием (коготь).

### Отношение
Дриззт не использует Гвенвивар во зло. Он вызывает Гвенвивар как можно чаще, чтобы она помогала ему в борьбе с одиночеством, и в бою.

## Характеристики поD&D3 редакции
- Раса: эльф-дроу, мужчина.
- Рост: 5 футов 4 дюйма.
- Класс: воин 10/варвар 1/рейнджер Миликки 5, CR 18.
- Мировоззрение: Хаотично-доброе.
- Hit Dice: 10d10+20 плюс 1d12+2 плюс 5d10+10 (124 HP). В терминах не-D&D игр — 48-194.
- Атака: +17/+12/+7/+2, +3 скимитар клейма мороза (1d6 плюс 1d6(холод)/18-20*2) — основная рука; +16/+11, +2 скимитар защиты (1d6+4/18-20*2) — неосновная рука.
- Основные характеристики: Сила 13, Ловкость 20, Телосложение 15, Интеллект 17, Мудрость 17, Харизма 14.
- Спасброски: Стойкость +15, Рефлексы +9, Воля +7.
- Имущество: +4 мифриловая кольчуга, Ледяная Смерть (Icing Death) (+3 скимитар клейма мороза), Мерцающий (Twinkle) (+2 скимитар защиты), статуэтка чудесной силы: Ониксовая Пантера (Гвенвивар).

Ониксовая пантера: эта магическая статуэтка вызывает чёрную пантеру Гвенвивар, друга и лояльного компаньона Дриззта. Она может быть вызвана через день сроком на 6 часов. Будучи убита, она возвращается в свою форму статуэтки и не может быть вызвана в течение 48 часов.

## Книжная биография
Дриззт — младший сын дома Дармон Н’а’шезбернон (До’Урден), девятого Дома города Мензоберранзана (в начале книг — десятого, в конце — восьмого, но Дриззт позднее вспоминает о нём именно как о Девятом Доме). Последний ребёнок матроны Мэлис До’Урден: и оружейника Закнафейна. Как третий сын в семье, по традиции он должен был быть принесен в жертву богине Ллос, но в день его рождения погиб старший сын дома, и это сочли жертвоприношением. Воспитанием юного Дриззта занималась его сестра Вирна. С самого детства младший сын проявлял несвойственные дроу милосердие и непослушание старшим, а также невероятную ловкость. Благодаря тренировкам у своего отца, стал отличным фехтовальщиком. Но жестокие обычаи дроу оттолкнули его, и он бежал из города. Дриззт хотел уговорить отца последовать за ним, но не успел, ибо Мэлис принесла Закнафейна в жертву Ллос.
На протяжении многих лет Дриззт скитался по Подземью, где его единственной спутницей была магическая пантера Гвенвивар. Одиночество плохо сказалось на его психике, он неоднократно впадал в состояние берсерка, отражающее проявление второй «тёмной» личности Дриззта, которую он называет «Охотником». Позднее Дриззт стал спутником глубинного гнома (свирфа) Белвара Диссенгальпа. Но обнаружив, что родичи из дома До’Урден все ещё охотятся за ним, покинул Подземье и вышел на поверхность земли.
На Поверхности тёмного эльфа постоянно преследовали и пытались убить люди, считавшие его опасным. Некоторое время Дриззт прожил в роще слепого следопыта Монтолио, который научил его жизни на Поверхности. После смерти Монтолио, Дриззт перебрался в Долину Ледяного Ветра, где свел дружбу с королём дварфов Бренором и его приёмной дочерью Кэтти-бри. Прославился, приняв участие в отражении набега варваров и в войне с сумасшедшим чародеем Акаром Кесселом, благодаря чему стал героем Долины. Принял участие в походе Бренора на Мифрил-Холл. Во время похода нажил себе могущественного врага в лице наёмного убийцы Артемиса Энтрери.
Во время набега его бывших собратьев-дроу на Мифрил-Холл погиб его друг Вульфгар, жених Кэтти-бри. На протяжении многих лет тёмный эльф мучился нравственной дилеммой: имеет ли он право любить Кэтти-бри, особенно после того, как Вульфгар вернулся из мёртвых. Во время нашествия короля орков Обальда, Дриззт долгое время считал, что его друзья погибли. В это время компанию ему составила Инновиндиль, эльфийка из Лунного Леса, недавно потерявшая своего любимого. Между ними завязались теплые отношения, которые после смерти Кэтти-Бри могли бы перерасти в любовь. Но друзья Дриззта оказались живыми, а Инновиндиль вскоре была убита орками. Кэтти-Бри и Дриззт обвенчались, но из-за ранения девушка больше не могла сопровождать своего мужа в его странствиях, поэтому её лук Тулмарин и волшебный колчан перешли к нему. Позднее, во время магического катаклизма, Кэтти-Бри попала под воздействие Пряжи Мистры, и очутилась в пространстве между мирами. Спасти её не удалось даже Дриззту. В итоге Кэтти-Бри умерла, как и Реджис, который тоже попал в ловушку, пытаясь помочь девушке. Их дух был вызволен из межмирового пространства Миликки, и попал в рай богини. Смерть Кэтти-Бри и Реджиса нанесла Дриззту тяжелейшую моральную травму.
После этих событий книги «Король Пиратов», когда Дриззт вместе с капитаном Дюдермонтом сражается с Арклемом Гритом, он вместе с Бренором занимается поисками древней дварфской твердыни Гонтлгрима. Через много лет они находят его под горой Хотнау, где пытаются усыпить Первородного Огненного Титана, грозящего разрушениями Невервинтеру. В ходе схватки с вмешавшимися баатезу погибают Бренор и Тибблдорф Пуэнт — последние давние друзья темного эльфа.
Вместе со своей новой спутницей — эльфийкой Далией, Дриззт противостоит силам Нетерила, встречая своего давнего врага — Артемиса Энтрери, который теперь является шедоваром. Они объединяют свои силы и добиваются победы.

## В компьютерных играх
Дриззт появлялся в ряде компьютерных игр по вселенной Forgotten Realms, большей частью в виде эпизодического персонажа. Так, в Baldur's Gate и Baldur's Gate II: Shadows of Amn тёмный эльф может встретиться игроку в некоторых миссиях, помогая ему или вступая с ним в бой в зависимости от проведения диалога. В игре Forgotten Realms: Demon Stone игроку предоставляется возможность пройти часть игры в роли Дриззта. Также Дриззт присоединяется к партии в игре Menzoberranzan. Является игровым персонажем в играх «Baldur’s Gate: Dark Alliance» и «Baldur’s Gate: Dark Alliance II», для консолей XBOX и Playstation 2. В многопользовательской игре Neverwinter Online встречается в сюжетных кампаниях и иногда сопровождает игрока.

## Книги
Хронология книг Роберта Сальваторе, вышедших на русском языке, о темном эльфе Дриззте До’Урдене:
- «Отступник» (Homeland, 1990)
- «Изгнанник» (Exile, 1990)
- «Воин» (Sojourn, 1991)
- «Магический кристалл» (Crystal Shard, 1988)
- «Серебряные стрелы» (Streams of Silver, 1989)
- «Проклятие рубина» (Halfling’s Gem, 1990)
- «Тёмное наследие» (the Legacy, 1992)
- «Беззвездная ночь» (Starless Night, 1993)
- «Нашествие тьмы» (Siege of Darkness, 1994)
- «Путь к рассвету» (Passage to Dawn, 1996)
- «Незримый клинок» (Silent Blade, 1999)
- «Хребет мира» (Spine of the World, 1999)
- «Море мечей» (Sea of Swords, 2001)
- «Тысяча орков» (Thousand of Orcs, 2002)
- «Одинокий эльф» (Lone Drow, 2003)
- «Два меча» (Two Swords, 2004)
- «Король орков» (Orc King, 2007)
- «Король пиратов» (The Pirate King, 2008)
- «Король призраков» (The Ghost King, 2009)
- «Гаунтлгрим» (Gauntlgrym, 2010)
- «Невервинтер» (Neverwinter , 2011)
- «Коготь Шарона»(Charon’s Claw, 2012)
- «Последний Порог» (The Last Threshold, 2013)
- «Компаньоны» (Companions, 2013)
- «Кодекс компаньона» (The Companion’s Codex)
- «Ночь охотника» (Night of the Hunter, 2014)
- «Восстание короля» (Rise of the King, 2014)
- «Месть Железного Дворфа» (Vengeance of the Iron Dwarf 2015)
- «Архимаг» (Archmage, цикл «Забытые королевства», 2015)
- «Маэстро» (Maestro, цикл «Забытые королевства» 2016)
- «Герой» (Hero, цикл «Забытые королевства» 2016)
- «Вне времени» (Timeless, 2018)
- «Без границ» (Boundless, Сентябрь 2019)
- «Без пощады» (Relentless, Июль 2020)
- «Анклав звездного света» (Starlight Enclave, август 2021)
- «Край ледника»(Glacier’s edge, август 2022)
- «Воин Ллос» (Lolth's warrior, август 2023)